# Ambroise Jobert
Ambroise Jobert (ur. 1904, zm. w 1988) – francuski historyk specjalizujący się w szczególności w historii I Rzeczypospolitej.
Ambroise Jobert był profesorem w Instytucie Francuskim w Warszawie i na Wydziale Humanistycznym Uniwersytetu Grenoble.  W 1988 r. został członkiem zagranicznym PAN.

## Publikacje
- De Luther à Mohila. La Pologne dans la crise de la Chrétienté, 1517-1648, Institut d'études slaves, 1974
- Nicolas Bergier, Un théologien au siècle des lumières: Correspondance avec l’abbé Trouillet, 1770-1790, Centre André-Latreille, 1987 (édité par Ambroise Jobert)
- Histoire de la Pologne, Presses universitaires de France, 1953, 1965, 1974
- Chronique des événements mondiaux de 1945 à 1962, Publications de l’Institut d'études politiques de Grenoble
- Érasme et la Pologne, 1961
- La Commission d'éducation nationale en Pologne (1773-1794), son œuvre d’instruction civique, Les Belles Lettres, 1941
- Volume 9 de la collection de l’Institut français de Varsovie, Volume 9 de la collection historique de l’Institut d'études slaves
- Magnats polonais et physiocrates français: 1767-1774, Les Belles Lettres, 1941.
- Volume 8 de la collection de l’Institut français de Varsovie, collection historique de l’Institut d'études slaves
- La Tolérance religieuse en Pologne au XVI, G. C. Sansoni Editore, 1957
- Aux origines de l’Union de Brest: le protestantisme en Ruthénie, 1959
- L’Université de Cracovie et les grands courants de pensée du XVI, 1954

## Publikacje w języku polskim
- Komisja Edukacji Narodowej w Polsce (1773-1794). Jej dzieło wychowania obywatelskiego, przeł. i uzup. Mirosława Chamcówna, przedm. opatrz. Henryk Barycz, Wrocław: PAN - Ossolineum 1979.
- Unia brzeska i jej architekci, "Znak" 36 (1984), nr 11/12, s. 1491-1524.
- Od Lutra do Mohyły: Polska wobec kryzysu chrześcijaństwa 1517-1648, przeł. Elżbieta Sękowska, przedm. do wyd. pol. Jerzy Kłoczowski, posłowie Zofia Libiszowska, Warszawa: Pax - Volumen 1994.